# Festuca karavaevii
Festuca karavaevii är en gräsart som beskrevs av Evgenii Borisovich Alexeev. Festuca karavaevii ingår i släktet svinglar, och familjen gräs. Inga underarter finns listade i Catalogue of Life.